# Rambert Malatesta el canonge
Rambert Malatesta el canonge fou fill de Malatesta I da Verrucchio. Dedicat a la vida religiosa va ser pievà de la Pieve de Santa Paola di Roncofreddo el 1287, canonge de la catedral del Reims el 1289 i de la de Langres el 1290, i va arribar a bisbe de Senigallia el 1291, però va renunciar al càrrec al cap de poc temps; fou elegit bisbe de Ravenna el 1295 però no fou confirmat pel Papa. Fou llavors capellà i prelat domèstic del Papa fins que va morir el juliol del 1298.